# Júszuf asz-Szúíd
Júszuf asz-Szúíd (1958. szeptember 20. –) kuvaiti válogatott labdarúgó-középpályás.
A kuvaiti válogatott tagjaként részt vett az 1980-as moszkvai olimpián és az 1982-es spanyolországi világbajnokságon.